# Pallicephala slossonae
Pallicephala slossonae är en tvåvingeart som först beskrevs av Daniel William Coquillett 1893.  Pallicephala slossonae ingår i släktet Pallicephala och familjen stilettflugor. Inga underarter finns listade i Catalogue of Life.